# Mörtsjön, Blekinge
Mörtsjön är en sjö i Karlskrona kommun i Blekinge och ingår i Lyckebyåns huvudavrinningsområde. Sjön är 9,3 meter djup, har en yta på 0,257 kvadratkilometer och befinner sig 64,3 meter över havet.

## Delavrinningsområde
Mörtsjön ingår i det delavrinningsområde (623893-149388) som SMHI kallar för Utloppet av Stora Åsjön. Medelhöjden är 70 meter över havet och ytan är 3,57 kvadratkilometer. Räknas de 41 avrinningsområdena uppströms in blir den ackumulerade arean 732,28 kvadratkilometer. Avrinningsområdets utflöde Lyckebyån mynnar i havet. Avrinningsområdet består mestadels av skog (64 %). Avrinningsområdet har 0,94 kvadratkilometer vattenytor vilket ger det en sjöprocent på 26,4 %.